# Rio São Mateus (vattendrag i Brasilien, Espírito Santo)
Rio São Mateus är ett vattendrag i Brasilien.   Det ligger i delstaten Espírito Santo, i den sydöstra delen av landet, 900 km öster om huvudstaden Brasília.